# Partido Socialista Independiente (Argentina)
El Partido Socialista Independiente (PSI) fue un partido político de Argentina, originado a partir de un desprendimiento producido en 1927 del Partido Socialista. Adoptó una postura de abierta oposición al gobierno radical liderado por Hipólito Yrigoyen, participando en el golpe cívico-militar que lo derrocó en 1930. En 1931 integró la Concordancia, junto al Partido Demócrata Nacional y la Unión Cívica Radical Antipersonalista, una alianza electoral que llegó al poder en elecciones ilegítimas, con el liderazgo del general Agustín Pedro Justo y se mantuvo hasta que fue derrocada por la Revolución del 43. El PSI ocupó altos cargos en el gobierno, durante el período conocido como la Década Infame, en particular los ministerios de Hacienda con Federico Pinedo y de Agricultura con Antonio De Tomaso. El partido decayó durante la década de 1930 y desapareció con el Golpe de Estado de 1943.

## Fundación del PSI
En los años 1920 se produjo una división en el Partido Socialista de Argentina entre el sector socialista y reformista clásico, dirigido por Juan B. Justo y Nicolás Repetto, y un sector que sostenía posiciones novedosas de alianza con las fuerzas conservadoras opositoras a Hipólito Yrigoyen dirigidos por Antonio De Tomaso y Federico Pinedo. Entre sus militantes de renombre se encuentra Roberto Noble, fundador del diario Clarín (periódico).
La crisis que sufría el Partido Socialista hacia mediados de la década de 1920, con motivo del conflicto entre Antonio De Tomaso y Nicolás Repetto, estalló en 1927. El retiro por Juan B. Justo del proyecto de intervención de la provincia de Buenos Aires, presentado diputado nacional Adolfo Dickmann que había presentado como respuesta a un proyecto de ley que proponía legalizar el juego en el territorio provincial elevado por los legisladores yrigoyenistas y que era apoyado por radicales antipersonalistas y conservadores que creían entorpecer con la iniciativa el inminente triunfo de Hipólito Yrigoyen en las elecciones nacionales de 1928, fue el detonante de la división. 
Disconformes por el manejo político de las circunstancias, un nutrido grupo de parlamentarios socialistas alzó su voz contra los históricos líderes del PS reclamando la posibilidad de discutir las diferencias de criterio en las páginas de La Vanguardia, pero esa posibilidad fue cercenada por la Comisión de Prensa del partido. Las tendencias, entonces, quedaron constituidas alrededor de los dirigentes Nicolás Repetto y Antonio de Tomaso.
La ofrenda floral enviada es retirada por voluntad de Alicia Moreau, su esposa. Al incorporarse al Congreso en 1928, Pinedo iniciará su actuación con un homenaje al viejo maestro.

## Antiyrigoyenismo y Revolución de 1930
En los comicios del 2 de abril, donde Yrigoyen duplica los votos del candidato antipersonalista Leopoldo Melo y es electo presidente de la Nación, los radicales obtienen en Buenos Aires 127 mil votos, los socialistas independientes 50 mil, y consiguen la minoría al superar por 5 mil votos a sus antiguos correligionarios del PS. Se incorporan a la Cámara de Diputados: González Iramian, Giusti, Pinedo, Muzio, Bunge y Zaccagnini. 
Durante la presidencia de Yrigoyen, el PSI toma una posición de fuerte oposición hacia el mismo. Comienza denunciando el uso de fuerzas militares en la represión de un conflicto obrero en la provincia de Santa Fe. El siguiente conflicto se plantea cuando Yrigoyen designa intendente municipal a José Luis Cantilo, durante el receso del Congreso, y luego no solicita acuerdo del Senado, como establecía la ley orgánica municipal; los socialistas independientes querellan al intendente por usurpación de funciones. 
Para el PSI el primer año de gobierno radical “termina en un rotundo fracaso”. Para Giusti: "La mayoría oficialista superó este año en la cámara de diputados su obstinada prepotencia del período anterior, cerrando todos los caminos de la legalidad [y]
no hay sesiones ordinarias en el congreso, la UCR boicotea las sesiones no dando quórum, Se votan los decretos de intervención a Mendoza y San Juan junto con Entre Ríos, en la penúltima sesión ordinaria”. Giusti se preguntaba a fines de 1929: “¿qué piensa el pueblo sano de todo esto? ¿No habrá un solo gesto de rebeldía, no se producirá un movimiento de justa, digna, necesaria protesta?"
En un acto en que el PSI coinciden con los miembros del Partido Demócrata Progresista, a un año de la asunción de Yrigoyen al gobierno el 12 de octubre de 1929, se ataca ferozmente dentro del más tórrido antiyrigoyenismo al gobierno: Pinedo considera al Presidente de la Nación un "anciano irresponsable que rige los destinos de la Patria”. Allí dice, “no cabe otra actitud que la unión vigorosa de los elementos civilizados y de orden, alrededor de las fuerzas políticas organizadas que juran oposición inquebrantable a la terrible fuerza disolvente que se ha adueñado del gobierno”. 
En los discursos, De Tomaso, Pinedo y Bunge critican con dureza la situación económica. Bunge dice que "la presidencia de Yrigoyen se muestra capaz de copiar, agravándolo, todo lo malo de la vieja oligarquía, pero absoluta, orgánicamente incapaz de imitar nada de lo bueno". 
En las elecciones legislativas de 1930, el socialismo independiente triunfa en la Capital Federal con 109 mil votos, el socialismo tradicional logra el segundo lugar con 83.076 votos y el radicalismo es reducido al tercer puesto con 82.713 votos. Por lo tanto, el PSI lograba un rotundo triunfo en la Capital Federal, estableciéndose como la fuerza más importante de ese distrito y lograba reunir un bloque de 16 diputados. 
En ese contexto, de la mano de De Tomaso, el PSI construye canales de comunicación y de acuerdo con otras fuerzas “de derecha”. La propuesta será consolidar un bloque opositor, al que más tarde esperan sumar a los antipersonalistas. Pero no logran interesar de la misma manera a otras fuerzas políticas como el PDP y el PS: el motivo es que ambas repudian la violencia institucional. Incluso dentro del PSI se escucha una voz crítica: es el sindicalista Agustín S. Muzio que decide regresar al PS. Entre los partidos políticos que aparecen junto al PSI figuran el Partido Conservador de Buenos Aires y, dándole a las negociaciones una perspectiva nacional, varios del Interior como la Unión Provincial de Salta, el Partido Liberal de Tucumán y de San Luis, el Partido Demócrata de Córdoba, el Partido Autonomista de Corrientes, y otros. El acuerdo se hará visible el 10 de agosto de 1930, cuando los diputados socialistas independientes firmaron, junto a diputados y senadores conservadores, el llamado "Manifiesto de los 44", denunciaron la violación de la Constitución Nacional por parte del gobierno de Hipólito Yrigoyen y convocaban a defender la legalidad y el cumplimiento de la Constitución. En el acto de “los cuarenta y cuatro” del 27 de agosto de 1930 en el Teatro Pueyrredón de Flores, De Tomaso, principal líder del PSI, fue uno de sus principales oradores.
Federico Pinedo tiene las primeras noticias de un movimiento militar en contra de Yrigoyen. Entre fines de mayo y principios de junio se produce la primera entrevista entre los dirigentes socialistas independientes González Iramain, Pinedo y De Tomaso con el conservador Marcelo Sánchez Sorondo. Antes de septiembre de 1930, los socialistas independientes no se muestran proclives a la salida revolucionaria. El 22 de agosto de 1930, Pinedo había declarado en un acto político que la salida revolucionaria es "un remedio ilusorio (...) una simple tregua para nuestros males actuales y prólogo de males mayores".  
El PSI se adentra con la certeza de que el movimiento golpista “se siente en el aire”, pero con dudas sobre sus alcances. Esa preocupación, sobre todo después de su descontado triunfo, es compartida por los todos los partidos tradicionales. Los dirigentes socialistas independientes corroboran muy pronto que existe una divergencia de fondo entre los líderes del movimiento, paralela a la que existe entre la propuesta de la línea Justo–Sarobe y la línea corporativa–fascista que lidera el general José Félix Uriburu. El PSI apoya la propuesta del general Agustín P. Justo que se materializa en la proclama revolucionaria, redactada por el coronel José María Sarobe. Ante los aprestos revolucionarios el discurso cambió: dice De Tomaso después de septiembre, “A nosotros nos bastó oír la lectura [de la proclama de Sarobe] para que lógicamente estableciéramos una vinculación entre [la revolución], lo conversado anteriormente y nuestros escrúpulos”. 
Recién el 4 de septiembre se reúnen De Tomaso y Agustín P. Justo en Crítica para descubrir que éste sólo "está colaborando" con Uriburu, dejando sus diferencias para más adelante. Los hombres del PSI incluso dudaron de la eficiencia de la acción: “Algunos pensamos que el plan era un poco inorgánico y precipitado”. Sin embargo,ese no era su peor temor. Los SI, con los líderes antipersonalistas y conservadores, piden seguridades republicanas para después del golpe: el coronel  Bartolomé Descalzo, que actúa en nombre de Uriburu, promete que el gobierno a instalarse "durará únicamente en funciones el tiempo estrictamente indispensable para colocar en situación electoral a la Nación". Lisandro de la Torre, muy cercano al general Uriburu, señala hasta ese momento, que los golpistas planeaban “la implantación de una dictadura y asumir el título de dictador” para Uriburu. Pero la presión de los partidos hace mella en el proyecto y comienza el “sometimiento de Uriburu” que, finalmente, cede ante la necesidad de apoyo de los partidos políticos.
Los militares implicados en el golpe piden a los partidos políticos que convoquen la participación civil, en especial de las juventudes y los sectores populares, para evitar la imagen de “cuartelazo”. Se pedía que la colaboración civil consistiera en “
la concurrencia del mayor número posible de ciudadanos a los cuarteles, llevando banderas, sin armas, para invitar a las tropas a acompañar la revolución”. La dirigencia del PSI convocó a sus afiliados para cumplir con este designio .Aquellos que contaban con militancia en los movimientos estudiantiles fueron convocados para lograr el respaldo universitario, que preocupaba especialmente a los militares golpistas. Pero las agrupaciones universitarias no estaban unidas: la Federación Universitaria de Buenos Aires (FUBA), y la Juventudes Universitarias Argentinas (JUA) parecían distantes y silenciosas ante las primicias del golpe. Pero cuando el 4 de septiembre llegó la noticia de la muerte del estudiante Juvencio Aguilar, los grupos universitarios reaccionaron favorablemente. El PSI acompañó esta reacción, lo que hizo que Pinedo y De Tomaso contactaran a León P. Tourrés, presidente de los estudiantes de Medicina, y a Raúl Lucio Uranga, referente de los estudiantes de Derecho, para que operen en la Universidad de Buenos Aires. Roberto J. Noble logrará movilizar a varios grupos universitarios en el proyecto del golpe. 
Antes del golpe se acuerda una reunión final en Crítica y, esa noche, entre más de 50 importantes referentes conservadores y radicales antipersonalistas, aparecen De Tomaso y José Rouco Oliva, que acuerdan aportar su presencia en los barrios para que apareciera “una cantidad importante de pueblo” en el movimiento. En Palermo se agrupan Bernardo Sierra, Jacinto Boix, Gregorio Beschinsky, Fernando de Andreis y el mismo Rouco Oliva y se les suma un grupo de afiliados que "trabajaba las unidades palermitanas" con éxito. Los socialistas independientes aparecen en momentos claves de la trama de la revolución. Cuando en la madrugada del 6 de septiembre fuerzas policiales rodean el edificio de Crítica, hay allí varios socialistas independientes. También dirigentes del partido aparecen en las distintas unidades militares repartidas a lo largo del Gran Buenos Aires, como en Campo de Mayo, en el Colegio Militar, los cuarteles de Liniers y otros. 
El PSI, en definitiva, jugó un papel de apoyo activo al golpe de Estado del 6 de septiembre de 1930 por el cual el general José Félix Uriburu derrocó al presidente Hipólito Yrigoyen. Pero ante la incertidumbre producida por el derrocamiento de Yrigoyen, el PSI se muestra reflexivo y moderado: no caen en la euforia y, con prontitud, en un manifiesto piden respeto por los vencidos exhortando a "que no se desaten odios políticos infecundos".

## El PSI durante el gobierno de Uriburu

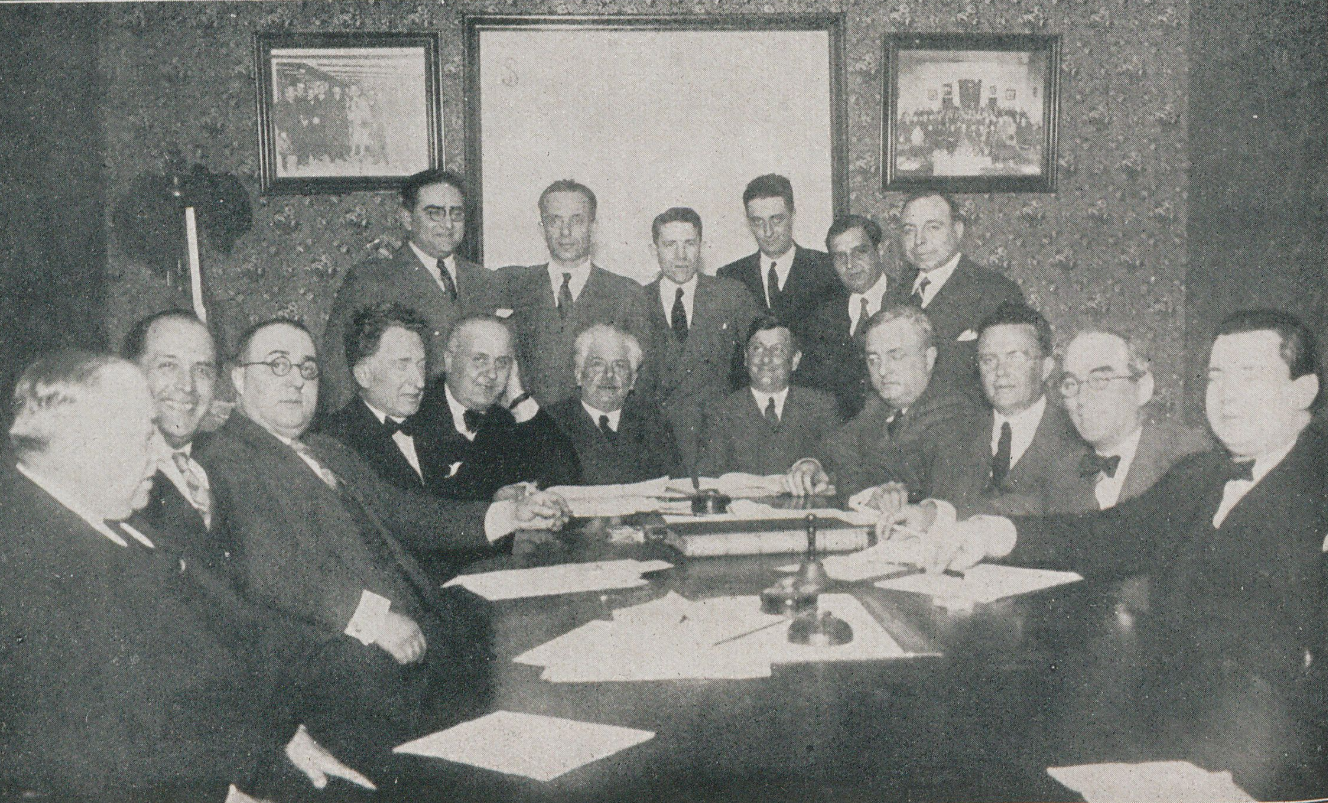
Dirigentes del PSI en octubre de 1930

Los dirigentes del PSI sabían que después de romper el sistema institucional y democrático debía ser reconstruido y, sin Yrigoyen, la ecuación del poder sólo puede consolidarse a través de alianzas. Mientras el general Justo está en el gobierno como Comandante en Jefe del Ejército (desde el golpe hasta el 24 de septiembre), el PSI acompaña al gobierno, pero con la salida de Justo pierden confianza en la gestión y se plantean el espacio de la oposición. Entre septiembre del 1930 y diciembre de 1930 los socialistas independientes develan que Uriburu quiere no aceptar ni su provisionalidad, ni los plazos para el regreso de la vida democrática. Al poco tiempo el gobierno de Uriburu reflota su proyecto corporativista, rompe sus acuerdos con sus antiguos asociados. Las fuerzas tradicionales de la política partidaria y los socialistas independientes decidieron enfrentar cualquier intento corporativo del presidente provisional. 
Pinedo y De Tomaso se suman pronto a un plan que parece una continuación del Manifiesto de los 44: una comisión anticorporativista de legisladores -a la sombra de Agustín P. Justo –que se propone ser una "Federación Nacional Democrática". La Federación es presentada en sociedad el 27 de septiembre de 1930 durante un acto político en Córdoba: allí hablan conservadores y socialistas independientes contra el modelo corporativo, actitud que significaban entrar en la oposición de un gobierno que se mostraba cada vez más violento con sus enemigos. 
El PSI, con el aval de Agustín P. Justo, y la ayuda del diario Crítica, ataca frontalmente al gobierno desde la tribuna pública y la prensa nacional, y se instala en un protagonismo que no ayuda a las negociaciones del resto de la Federación, en especial los conservadores de Buenos Aires, frente a Uriburu. Desde los medios el PSI crítica el proyecto corporativo con un ajustado discurso democrático saenzpeñista y constitucionalista: los militares se comprometieron en su palabra y con su honor a defender la Constitución que Yrigoyen desconoció y deshonró. En Crítica, De Tomaso escribe que el gobierno no debe "modificar la Constitución ni la Ley Sáenz Peña”. 
A finales de 1930, la Federación Nacional Democrática decide presentar una candidatura a la presidencia Julio Argentino Roca (h), conservador de Córdoba, el PSI apoya la candidatura. Pero la negativa de Roca -quizás debida a los enfrentamientos de los conservadores cordobeses con los bonaerenses - hace fracasar el plan.
En el IVº Congreso Partidario del PSI de principios de 1931 se ratifica la política de la Federación y proponen ir más allá: era necesario armar un frente a la vez antipersonalista y anticorporativo. Pinedo explica allí su proyecto de unir las fuerzas socialistas (el PS, el PSI) a las conservadoras, y reconstruir el modelo progresista del 80 que el radicalismo había alejado de la agenda nacional. Los socialistas independientes buscaron unificar el discurso de la oposición como nexo entre las fuerzas conservadores y el resto de las fuerzas democráticas.
El acercamiento al gobierno de Robustiano Patrón Costas en diciembre de 1930 y de algunos sectores políticos conservadores reabría el espacio para la creación de un “partido de la Revolución”. Las contradicciones de la Federación, que siempre había estado subterráneamente dividida, reaparecen a finales de 1930: los radicales antipersonalistas vuelven a reclamar elecciones sin proscripciones, los conservadores bonaerenses renuevan su respaldo a Uriburu y, a la vez, respaldan el proyecto de consenso electoral para las reformas constitucionales de Sánchez Sorondo.
El PSI se niega taxativamente a incorporarse a ese proyecto. De Tomaso seopone a instalar en el país un “nacionalismo fascista” como a la creación de un partido "fascista de la revolución", de la continuidad y la reforma corporativa. Dice: "Si estas son las nuevas ideas que el partido nacional, cuyo formación sería grata al gobierno provisional, inscribiría (...) un seguro vaticinio: ese partido morirá en estado de feto". La insistencia del PSI en conservar el lugar de la oposición hace que el resto de las fuerzas de la Federación los empiecen a sentir como un lastre y busquen diferenciarse de ellos. Lentamente el PSI se aleja de las decisiones estratégicas del grupo. Sin el apoyo de la Federación el PSI se vuelve un francotirador contra Uriburu: solo cuentan con el respaldo de Agustín P. Justo, que, distanciado del gobierno y de Uriburu, mantiene una gran actividad en las sombras, aunque vive por entonces un eclipse público.
El PSI también denuncia el poder discrecional del gobierno para arrestar y trasladar. Como resultado Crítica fue clausurada el 6 de mayo de 1931 y Natalio Botana  y su esposa, Salvadora Medina Onrubia fueron detenidos. Desde Libertad, De Tomaso defiende a
Crítica, e inmediatamente el gobierno también lo clausura. 
En abril de 1931 fracasa el proyecto de Sorondo de plebiscitar las reformas corporativas y con su salida, reaparecen rumores conspirativos – con Justo como protagonista-; Crítica y otros medios reproducen las denuncias sobre la acción represiva que desarrolla Leopoldo Lugones (h) y la salud de Uriburu no parece reforzar la continuidad del golpe. Una primera señal de distensión la dan el levantamiento de las clausuras de Crítica y Libertad; pero los dirigentes del PSI prosiguieron hostigando al gobierno de Uriburu. En abril Carlos Manacorda, secretario general del PSI, cuestiona los métodos del Ministro del Interior, reclama la prescindencia electoral del gobierno, exige el levantamiento del Estado de Sitio, pide por la libertad de los presos políticos, universitarios y gremiales, la eliminación de las legiones armadas, la convocatoria a elecciones, libertad de prensa y el derecho de reunión. Manacorda inserta la problemática del uriburismo en una perspectiva más amplia: en mayo de 1931 saluda en Libertad a la República Española y advierte contra la "última tentativa de una clase gobernante que se ve desalojada, y desata en Europa primero, y en América después, una reacción contra la democracia y el sufragio universal". Finalmente la salud de Uriburu, la astucia de Justo y la presión de los partidos políticos lograron que la dictadura de septiembre se retirara voluntariamente a las sombras. En la transición el PSI, los radicales antipersonalistas y el nuevo Partido Demócrata Nacional, crearían, a la sombra de Justo, una salida anticorporativa y antipersonalista.

## Concordancia y actuación en el gobierno de Justo
Una vez producido el golpe el PSI promovió la asunción de Agustín P. Justo e integró la Concordancia, una alianza conservadora, con el Partido Demócrata Nacional y la Unión Cívica Radical Antipersonalista.
De Tomaso y Pinedo fueron ministros de Justo, pero particularmente importante fue el papel desempeñado por parte de Federico Pinedo, que se desempeñó como Ministro de Hacienda (1933-1935 y 1940-1941) durante las presidencias de Agustín P. Justo y Roberto Marcelino Ortiz impulsando profundos cambios referidos a la intervención del Estado en la economía y a la industrialización del país. Promotor del Pacto Roca-Runciman, a él se deben las iniciativas para crear el Banco Central la Junta Reguladora de granos, la Junta Nacional de carnes, la de la industria lechera, del algodón, la Comisión Reguladora de la Producción y Comercio de la yerba mate y la Junta Reguladora de vinos.[cita requerida]
En la década del 30 el PSI fue eclipsado por la figura de Federico Pinedo ministro de Justo que se peleó con Lisandro de la Torre en el célebre debate de las carnes.
El lugar de Pinedo en la polémica por el asesinato de Enzo Bordabehere, quien fue asesinado a tiros por un matón de los conservadores que respondía al nombre de Valdés Cora.
El crimen en el Senado y el fraude electoral de la década del treinta fueron dos estigmas que marcaron para siempre a los conservadores y, muy en particular, a la imagen de Federico Pinedo. El partido sería criticado como un partido conservador de derecha, alejado del socialismo.